# 다마모로촌
다마모로촌(玉諸村)은 야마나시현 니시야마나시군에 있던 촌이다. 현재의 고후시 중심부에 해당한다.

## 역사
- 1921년 7월 1일 - 기요타촌, 구니사토촌이 합병해 성립하였다.
- 1954년 10월 17일 - 고후시에 편입해, 동일 아사이촌은 폐지되었다.

## 참고문헌
- 角川日本地名大辞典 19 山梨県